# Badischer 121a
Die Gruppe 121a war eine Serie von acht Dampftriebwagen mit Kessel System Kittel der Großherzoglich Badischen Staatseisenbahn, abgekürzt BadStB.

## Geschichte
Um 1900 wurde in Baden als Alternative zum Einsatz von Personenzügen, geführt durch Dampflokomotiven der Gattung Id, der Einsatz von Dampftriebwagen erprobt. Nach einem ersten Versuch im Jahr 1902 mit einem in die Gruppe 133c eingeordneten Triebwagen mit Kessel System Serpollet entschied man sich 1914 dafür Dampftriebwagen mit Kessel System Kittel zu erwerben. Dampftriebwagen dieses Typs waren schon seit fast zehn Jahren bei der württembergischen Staatsbahn als Klasse DW 1–17 im Einsatz. Die ersten Triebwagen wurden 1914 übernommen und erhielten die Nummer 1000 bis 1002. 1915 folgten weitere fünf Fahrzeuge, die die Nummern 1003 bis 1007 zugeteilt bekamen.
Im Betrieb erwiesen sich die Triebwagen als äußert zuverlässig. Zeitweise verkehrten sie mit bis zu drei Beiwagen. Durch die Konstruktion war eine einfache Wartung der technischen Anlage ohne besondere Einrichtungen möglich.
Die Triebwagen erhielten nach der Übernahme durch die Deutsche Reichsbahn 1925 die Betriebsnummern 1 bis 8 und waren der Bahndirektion Karlsruhe zugeteilt. Der Triebwagen Nr. 6 wurde etwa 1932 an die Oderbruchbahn verkauft und dort als 3-2001 bezeichnet. 1949 gelangte er zur Deutschen Reichsbahn und erhielt die Nummer DT 151 und wurde etwa 1956 ausgemustert.
Von der Deutschen Bundesbahn wurden noch die Triebwagen 1 und 8 übernommen. Erster wurde 1951 ausgemustert und letzterer 1953. Die Triebwagen Nummer 2 und Nummer 3 kamen 1945 zum Bestand der französischen Staatsbahn SNCF und waren dort in der Ostregion als XDR 10102 und XDR 10103 im Einsatz.

## Konstruktive Merkmale
Der Kessel System Kittel bestand aus einem stehenden Rauchröhrenkessel mit einer Wellrohr-Feuerbüchse. Ein Überhitzer war in der Rauchkammer über dem Kessel angeordnet.
Der Triebwagen selber war weitgehend wie ein Personenwagen konstruiert. Auf einem genieteten Profilstahlrahmen wurde der hölzerne Aufbau errichtet. Die Verkleidung erfolgte mit Stahlblech. Der Zugang zum Abteil erfolgte über eine Endbühne, während sich auf der anderen Seite der Kessel und der Führerstand befanden.
Der angetriebene Radsatz war fest gelagert, während der Laufradsatz als Lenkradsatz ausgelegt war. Die Federung erfolgte mittels Blattfedern.